# Isaac Titsingh

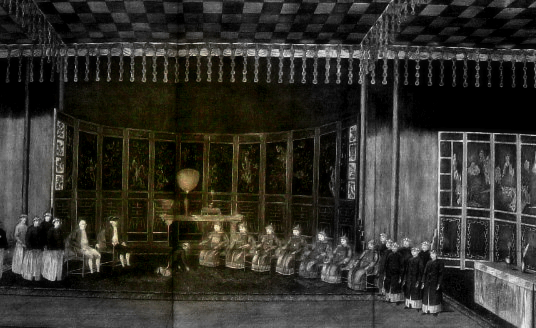
Przedstawiciele VOC przed cesarzem Chin, Isaac Titsingh w kapeluszu trikorn, rycina z 1797/98

Isaac Titsingh (ur. 10 stycznia 1745 w Amsterdamie, zm. 2 lutego 1812 w Paryżu) – holenderski lekarz chirurg, przedsiębiorca, dyplomata i przedstawiciel kompanii handlowej VOC (Vereenigde Oost-Indische Compagnie) na Dalekim Wschodzie.
W latach 1779–1784 reprezentował holenderskie interesy w Japonii (port Nagasaki i wyspa Dejima), w 1785-1792 w Indiach, w latach 1792–1793 w holenderskiej kolonii Batawia, a w latach 1794–1795 w Chinach. W 1795 zdążył pogratulować cesarzowi Chin 60-lecia rządów szybciej niż ambasador brytyjski George Macartney, co miało swe konsekwencje handlowe. Był nieformalnym ambasadorem Holandii w tych krajach. W 1796 powrócił do Europy na stałe.